# Саулкалне
Са́улкалне (латыш. Saulkalne) — населённый пункт в Саласпилсском крае Латвии. Расположен на правом берегу реки Даугава, между городами Саласпилс и Икшкиле (примерно в 5 км от каждого), в 12 км от города Огре и в 7 км от юго-восточной окраины Риги.

## Застройка
В посёлке построено 8 пятиэтажных жилых домов (литовских проектов и 103-й серии) и несколько трёхэтажных зданий; остальная застройка частная. На территории Саулкалне расположен газобетонный завод, цементный завод, а также асфальтобетонный завод.
Есть библиотека, детский сад, медпункт и пара небольших частных торговых точек.
На территории посёлка Саулкалне во времена Первой мировой войны проходили ожесточённые бои, в память о которых на противоположном берегу реки возведён памятник павшим героям. Автор памятника — архитектор Эйжен Лаубе.

## Транспорт
Через Саулкалне проходит автомагистраль A6 Рига — Даугавпилс — Краслава — Патарниеки (граница Беларуси), являющаяся на участке Рига — Екабпилс частью европейского маршрута E 22.
Автобусное сообщение представлено междугородным маршрутом Рига — Огре и региональным маршрутом № 6317 Рига — Саласпилс — Саулкалне.
Остановочный пункт Саулкалне на железнодорожной линии Рига — Крустпилс.